# Granville, Illinois
Granville är en ort i Putnam County i delstaten Illinois, USA.